# Icaria (unità periferica)
L'unità periferica di Icaria (in greco Περιφερειακή ενότητα Ικαρίας?) è una delle sei unità periferiche in cui è divisa la periferia dell'Egeo Settentrionale.
Il territorio comprende l'isola di Icaria e l'arcipelago di Furni
Il capoluogo è la città di Agios Kirykos.

## Geografia antropica

### Suddivisioni amministrative
L'unità periferica è stata istituita il 1º gennaio 2011 a seguito dell'entrata in vigore della riforma amministrativa detta piano Kallikratis. Precedentemente era parte della prefettura di Samo ed è suddivisa nei seguenti comuni (i numeri si riferiscono alla posizione del comune nella mappa qui a fianco):
- Icaria (2)
- Furni (3)